# Cocora
Cocora – wieś w Rumunii, w okręgu Jałomica, w gminie Cocora. W 2011 roku liczyła 2058 mieszkańców.